# Amazònia del Perú

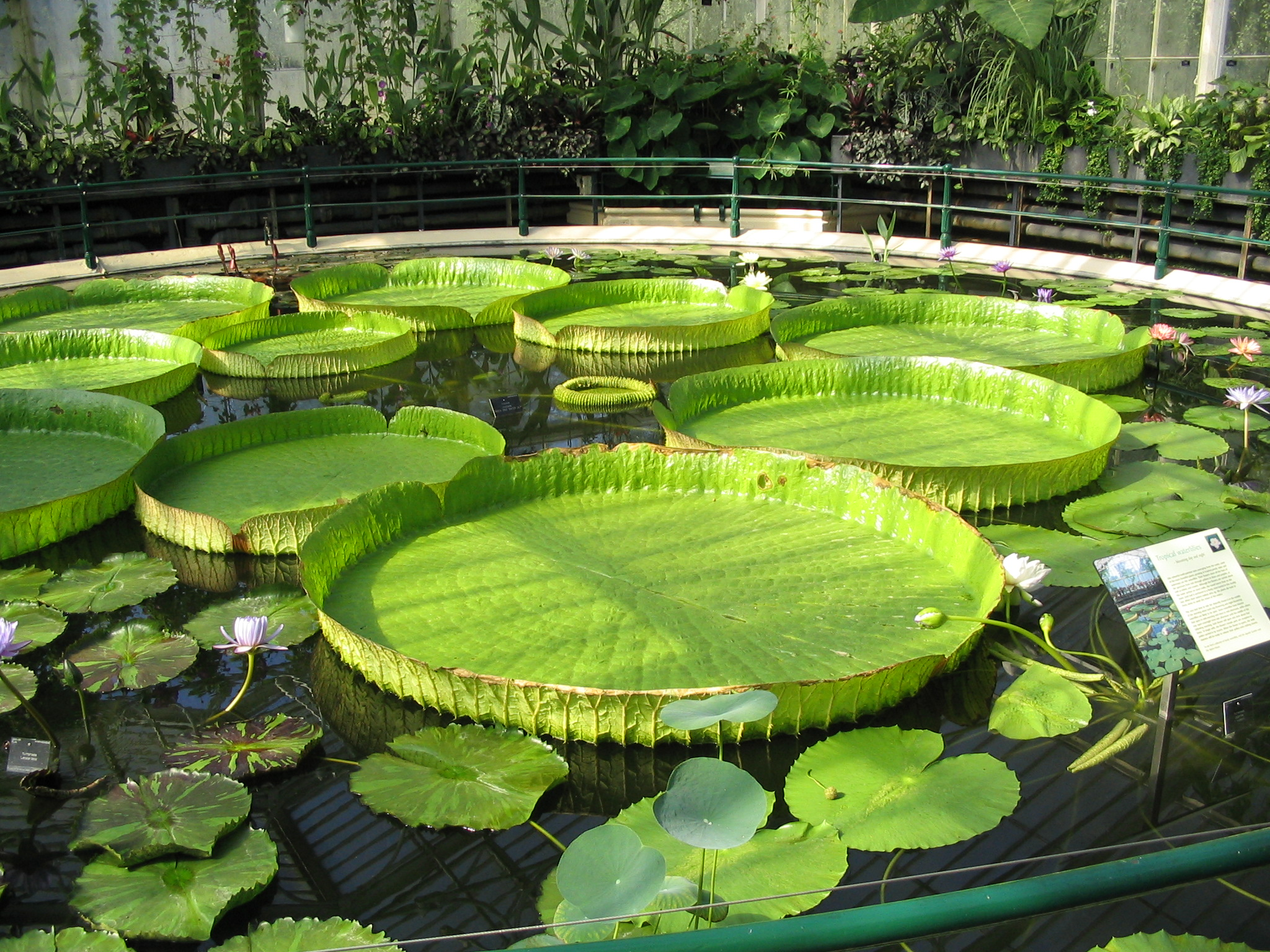
La victòria amazònica es troba en abundància als rius de la selva baixa

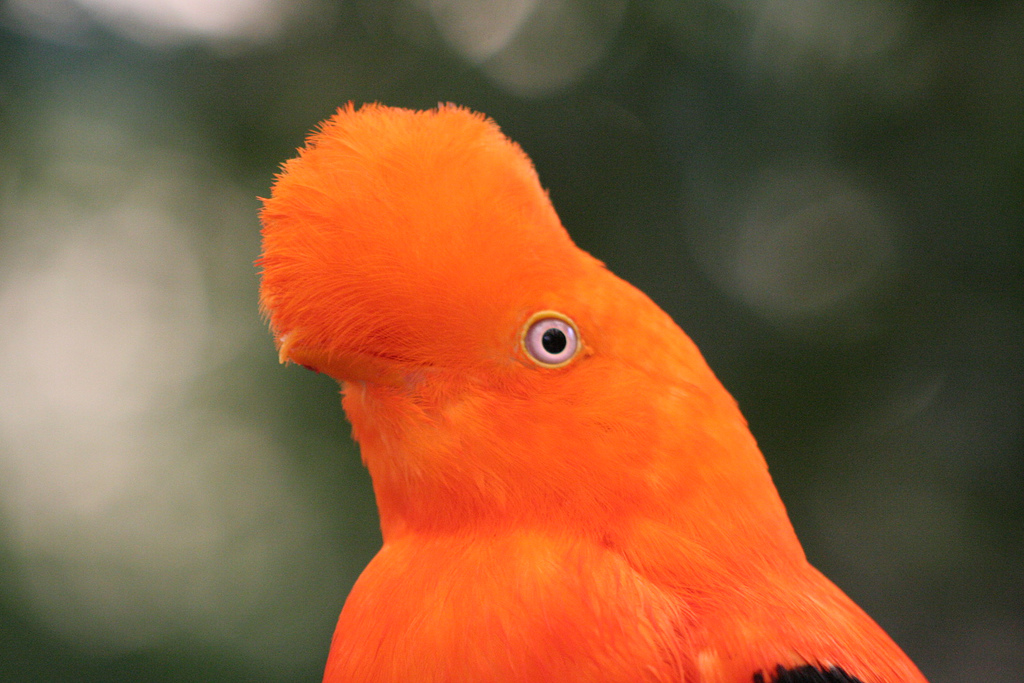
Individu mascle del gallet de les roques o tunki (Rupicola peruviana)

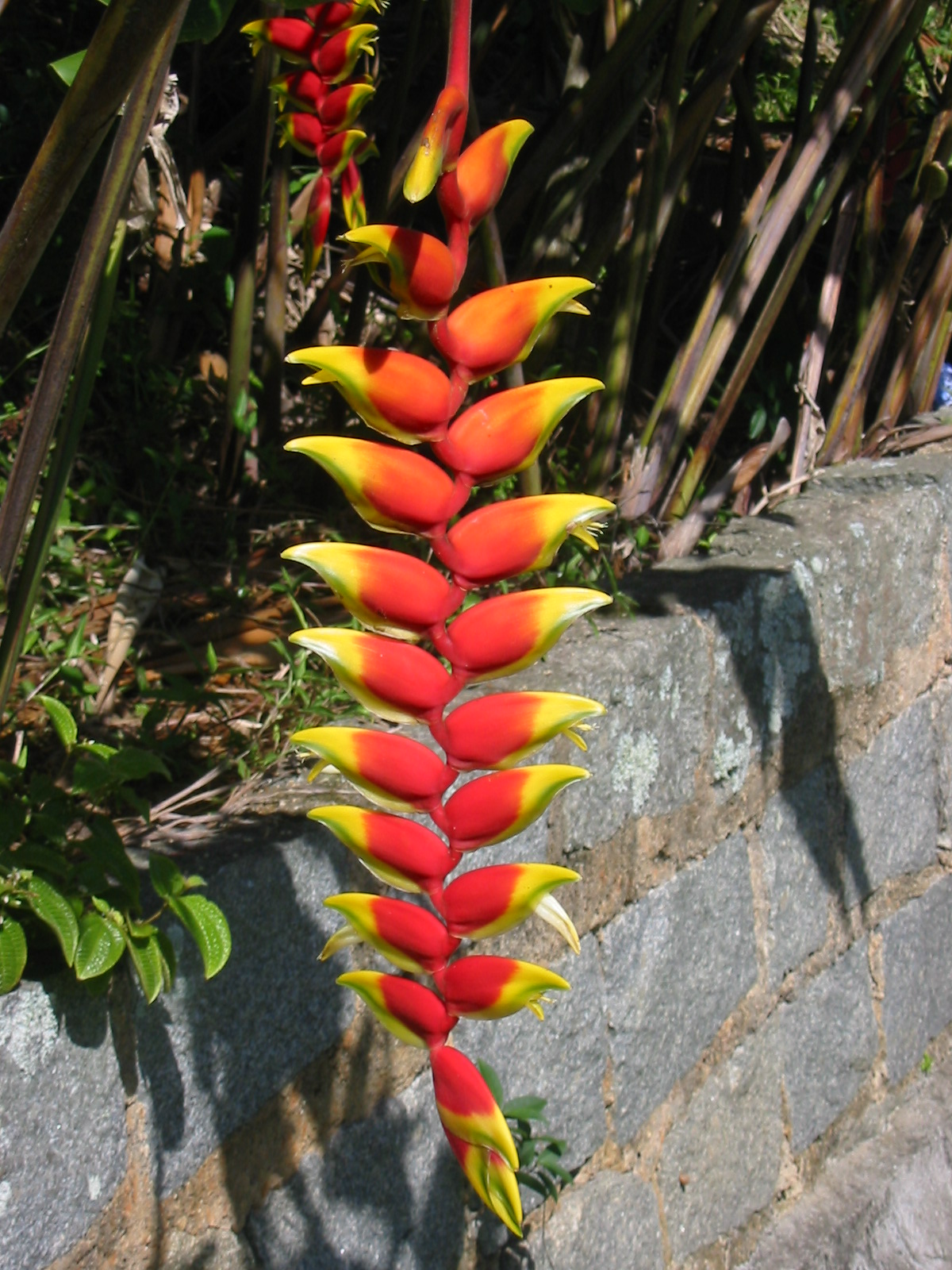
Heliconia sp.

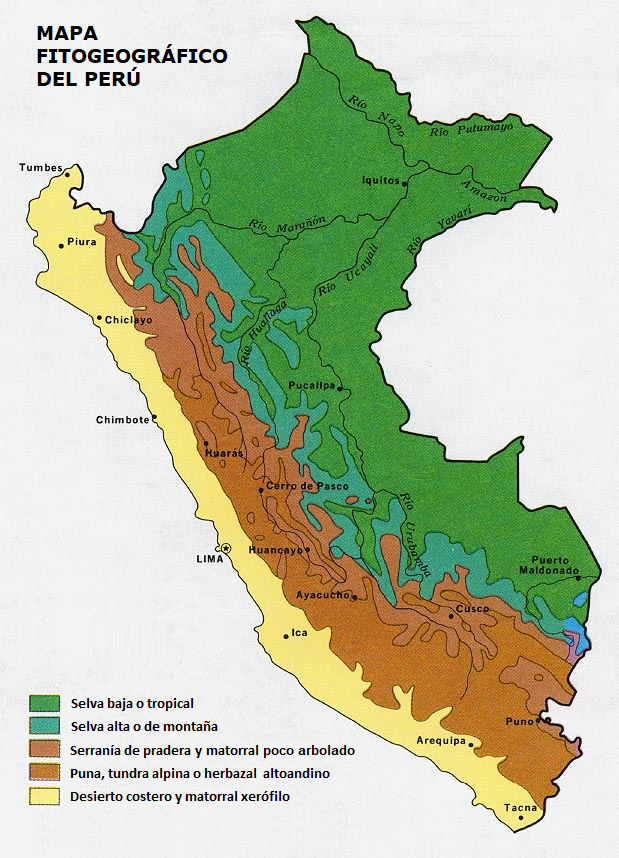
Cap a l'est la selva baixa (selva tropical) i la selva alta (selva de muntanya)

Al Perú, la selva i l'Orient (antigament anomenada la muntanya) són denominacions locals de l'Amazònia, la gran selva tropical d'Amèrica del Sud. La part de territori que aquest bioma ocupa té una àrea de més de 782.800 km² des dels estreps orientals de la serralada dels Andes fins als límits polítics amb Equador, Colòmbia, Brasil i Bolívia a la plana amazònica.
La Amazònia peruana és una de les àrees amb més biodiversitat i endemismes del planeta, així com la regió biogeogràfica peruana amb menor població humana, però la més diversa antropològicament. La major part d'ètnies del país s'hi assenten s'hi parlen el gruix de les llengües autòctones del Perú.

## Extensió
La major part del territori del Perú és cobert per la densa selva amazònica. Segons l'Institut de Recerques de l'Amazònia Peruana, 782.880,55 km² de territori peruà són geogràficament Amazònia, la qual cosa suposa un 13,05% del total, el segon territori nacional amazònic més gran, després del Brasil. La conca de l'Amazones, que naix als cims dels Andes, ocupa un territori molt major de 967.922,47 km², un 16,13% del total de la conca.
Al Perú es denomina Amazònia tots els territoris que se situen a l'est de la serralada dels Andes, que comprén la selva tropical, i hidrogràficament tots els rius són tributaris de la conca de l'Amazones.
És una enorme depressió geològica on predominen les grans planes, muntanyes, petites àrees de muntanya, territoris inundables en el temps de crescuda fluvial. Localment alguns li diuen "muntanya", selva amazònica o jungla.
Històricament està associada al mite o llegenda d'El Dorado i el País de la Canela i amb l'era del cautxú.
Ocupa el 62% del territori peruà i la seua densitat de població és molt baixa (8%).
El clima hi marca dues temporades bàsiques: la temporada seca amb baixos nivells d'aigües i a l'abril-octubre, i la temporada de pluges (novembre-març), en què els nivells d'aigües s'eleva notablement i genera grans extensions de terreny negades.
L'Amazònia es considera la major reserva de recursos naturals biològics de la Terra (inclòs el territori amazònic de Brasil), a més de ser la primera font generadora d'oxigen del planeta. Hi ha altres grans fonts de recursos naturals com els jaciments de petroli, gas natural i or.
A l'Amazònia peruana es registren:
64 tribus i subtribus de nadius i aborígens.
14.712 espècies d'animals (8.000 únics), 700 classes de papallones, 282 d'aus, 625 d'insectes, 250 de rèptils, 2.000 de peixos, mamífers únics, etc., molts d'ells endèmics.
20.000 o més espècies botàniques, i se n'han trobat fins a 100 espècies en una àrea d'1 km².
Hi ha moltes espècies zoològiques i botàniques per descobrir i classificar científicament.
En temps passat, la manca de legislació adequada en permetia la caça lliure d'algunes espècies, la qual cosa les dugué quasi a l'extinció, com el fardatxo negre, la llúdria gegant del riu i alguns felins per la seua valuosa pell. Hui dia n'hi ha lleis de protecció de la fauna i la flora i s'han creat més de 50 àrees naturals protegides que ocupen si fa no fa el 10% del territori peruà.
A l'àrea de selva baixa predomina el transport fluvial i aeri. Els rius són el camí natural per al transport de càrrega, comerç i per a les persones; el transport terrestre és escàs o inexistent i hi ha poques carreteres.

## Ecoregions i clima
L'Amazònia peruana forma una regió biogeogràfica constituïda pel bioma de selva plujosa la vegetació representativa de la qual és el bosc dens perenne de fulla ampla i el clima n'és tropical humit. És formada per dos pisos altitudinals ben diferenciats: la selva baixa i la selva alta.

### Selva alta
La salva alta, també anomenada Rupa-Rupa o boscos plujosos d'altura, és una ecoregió de selva montana nuvolosa molt plujosa que s'estén en les contraforts orientals dels Andes peruans, entre els 800 a 3.800 msnm. Les temperatures en són càlides a les parts baixes i temperades en les de major alçada. La fauna n'és d'origen amazònic amb molts endemismes a causa de l'aïllament, ocasionat per l'orografia accidentada. L'Amazònia del Perú es divideix en tres grans àrees, definides per la geografia i clima:
la selva alta, la selva baixa, anomenada també Omagua, i la sabana de palmeres. Els territoris de la selva alta s'estenen al llarg del flanc oriental de la serralada dels Andes, entre els 3.800 i 800 m, just sobre la plana amazònica. El clima és càlid i molt humit, i es fa fred a mesura que s'acosta a les altures andines. Ací plou més que en cap altre lloc del país (fins a 5.000 mm anuals), la qual cosa permet que s'hi formen molts torrents i cascades d'aigua cristal·lina.
El seu relleu és muntanyenc i complex, amb valls estretes i congosts fondos, sempre coberts per una selva impenetrable. A les parts més altes, generalment emboirades i humides, són els boscs de núvols, mentre que a les zones més baixes hi ha els pujols que formen l'anomenada «cella de muntanya».
La vegetació ací és potser la més exuberant dels tròpics, amb moltes orquídies, begònies gegants i falgueres arbòries. És també la llar del gall de les roques, l'au del Perú; l'os sud-americà; el mico de cua groga, que fins fa poc es creia extint; els quetzals, l'ànec dels torrents, més de vint varietats de colibrís i diverses dotzenes d'espècies d'aus fruiteres.

### Selva baixa
La selva baixa, coneguda també amb el nom d'Omagua, bosc tropical amazònic o plana amazònica, és una ecoregió de selva tropical plana. És la més extensa del Perú: s'alça de 80 a 800 msnm. Té un clima tropical plujós molt càlid: la temperatura mitjana n'és de 28 °C, alta humitat relativa (superior al 75%) i gran quantitat de precipitacions. Els sòls són molt heterogenis, però quasi tots són d'origen fluvial i contenen pocs nutrients. Destaca la presència de grans i cabalosos rius com l'Amazones, Ucayali, Marañón, Putumayo, Yavarí, Napo, Tigre i Pastaza.

## Biodiversitat
La selva amazònica del Perú és una de les zones amb més diversitat biològica del planeta. És tan gran la varietat d'espècies que es creu que la major part continua sense ser descoberta. El Perú és el segon estat, després de Colòmbia (que inclouen el territori extracontinental de les illes del Carib Providència i San Andrés), pel que fa a quantitat d'espècies d'aus al món i el tercer quant a mamífers, dels quals el 44% i 63% respectivament habita a l'Amazònia peruana.
| Grup taxonòmic                                     | Espècies registrades al món | Espècies registrades al Perú | Espècies registrades a l'Amazònia peruana | % Perú vs. món | % Amazònia peruana vs. Perú |
| -------------------------------------------------- | --------------------------- | ---------------------------- | ----------------------------------------- | -------------- | --------------------------- |
| Amfibis                                            | 5.125                       | 403                          | 262                                       | 8              | 65                          |
| Aus                                                | 9.672                       | 1.878                        | 806                                       | 19             | 44                          |
| Fanerògames o plantes superiors (plantes amb flor) | 250.000                     | 17.144                       | 7.372                                     | 7              | 43                          |
| Falgueres (Pteridophyta)                           | 10.000                      | 1.000                        | 700                                       | 10             | 70                          |
| Mamífers                                           | 4.629                       | 462                          | 293                                       | 10             | 63                          |
| Lepidòpters (papallones diürnes)                   | 16.000                      | 3.366                        | 2.500                                     | 21             | 74                          |
| Peixos continentals                                | 8.411                       | 900                          | 697                                       | 11             | 77                          |
| Rèptils                                            | 7.855                       | 395                          | 180                                       | 5              | 46                          |

Aquesta taula s'ha elaborat amb informació obtinguda de diverses fonts (anys 1997, 2001 i 2006), citada en el Pla de Negocis del Siamazonia i al lloc web de l'autor de "La meua selva".

## Hidrografia
Els rius de l'Amazònia pertanyen a la conca de l'Atlàntic, amb curs oest-est.

## Àrees naturals protegides a l'Amazònia peruana
L'estat peruà, pel Servei Nacional d'Àrees Naturals Protegides per l'Estat (SERNANP) ha declarat diferents àrees de l'Amazònia zones de protecció, per les seues característiques geogràfiques i la seua flora i fauna representativa. Aquestes àrees formen part del Sistema Nacional d'Àrees Protegides per l'Estat.
Algunes d'aquestes àrees naturals protegides són:
- Parc nacional Tingo Maria
- Parc nacional del Riu Abiseo, Juanjuí, regió San Martín.
- Reserva nacional Matsés, regió Loreto.
- Reserva nacional Pacaya Samiria, regió Loreto.
- Reserva nacional Allpahuayo Mishana, regió Loreto.
- Parc nacional del Manu, regions Cusco, Mare de Déu.
- Reserva nacional Tambopata, regió Mare de Déu.
- Parc nacional Bahuaja Sonene, regions Mare de Déu i Puno, etc.